# 美國傳統節
美國傳統節（英語：American Heritage Festival），每年11月在亞利桑那州女王溪施內普夫農場（Schnepf Farms of Queen Creek）舉行，由女王溪高校教育基金（Queen Creek Schools Education Foundation）支持贊助，自2003年起至今已經超過22年，主要目的是透過高度互動的教學演示來呈現美國殖民時期的歷史，呈現美國歷史的組成份子，並創造學生學習的動機，該活動受到亞利桑那州或其他州立學校教師所推崇。
整個活動呈現方式不只穿著當時的衣物像模特兒走秀，而是全面性表現生活上各種細節。因此，這類的活動被稱為「活的歷史」（Living History），展出者稱為「活的歷史家」（Living Historian）；在2007及2008年，曾有來自中華民國的民間社團復國會穿著國軍抗戰時期的制服參加活動，展現國軍在抗戰時期的表現。

## 外部連結
- 美國傳統節官網 （页面存档备份，存于）
- Queen Creek Schools Education Foundation （页面存档备份，存于）